# Mainský záliv
Mainský záliv (anglicky Gulf of Maine, francouzsky Golfe du Maine) je velký záliv Atlantského oceánu na východním pobřeží Severní Ameriky. Rozprostírá se od Cape Cod ve východním Massachusetts po Cape Sable Island při jižních výspách Nového Skotska. U zálivu leží státy New Hampshire, Maine a Massachusetts, a kanadské provincie Nový Brunšvik a Nové Skotsko.
Záliv i americký stát Maine nesou jméno francouzského území Maine.
Massachusetts Bay, Penobscot Bay, Passamaquoddy Bay a záliv Fundy jsou součástí Mainského zálivu.
Pobřeží zálivu je značně členité. V severním Maine a jižním Novém Skotsku je pobřeží šérové, s četnými ostrovy – k větším patří Mount Desert Island, Fox Islands (North Haven a Vinalhaven), Isle au Haut, Grand Manan. Dno zálivu tvoří pánve Wilkinson Basin, Jordan Basin a Georges Basin (severně od lavice Georges Bank).
Záliv je chráněn lavicí Georges Bank před vodami Golfského proudu. A je mnohem více ovlivňován studeným Labradorským proudem.
K významnějším řekám ústícím do zálivu patří (od východu k západu) Annapolis, Shubenacadie, Salmon, Petitcodiac, Saint John, Magaguadavic, St. Croix, Penobscot, Kennebec, Saco, Piscataqua, Merrimack a Charles.